# Coenosia campestris
Coenosia campestris är en tvåvingeart som först beskrevs av Robineau-desvoidy 1830.  Coenosia campestris ingår i släktet Coenosia och familjen husflugor. Arten är reproducerande i Sverige. Inga underarter finns listade i Catalogue of Life.